# ドラゴンクエスト 蒼天のソウラ
『ドラゴンクエスト 蒼天のソウラ』（ドラゴンクエスト そうてんのソウラ）は中島諭宇樹による漫画作品。『Vジャンプ』（集英社）にて、2013年2月号から2022年12月号まで連載。『ドラゴンクエストX 目覚めし五つの種族 オンライン』のサイドストーリーとなっている。
連載終了後の2022年12月2日より、後日談のイラスト付きショートストーリー『Dragon Departure』が連載開始。

## あらすじ
グレンのバグド王より「竜の卵」捜索のクエストを受けたソウラ一行は、魔族の妨害を受けながらも卵を発見。中から女の子が生まれ、ソウラは彼女に「アズリア」と名づけた。
アズリアはグレン城下町で家族の暖かさに触れるも、彼女は親のことを知らず困惑する。一行はアズリアの両親を探すため、太古龍（エンシェント・ドラゴン）を尋ねることにした。

## 登場人物

### 冒険者

#### ソウラのパーティメンバー
ソウラ
本作の主人公。16歳。種族はウェディで、職業は戦士。好奇心旺盛な性格。小さい頃、親と一緒に漁に出て大嵐に遭った際、命を救ってくれた「嵐のドラゴン（アズリアの原質）」に憧れて冒険者になる。グレン城下町の一件で両親について困惑するアズリアのために、彼女の出自に関する情報を求めることにした。
アズリアをかばって重傷を負った際に彼女の血が混じり、非生物に命を与えモンスターとして使役する能力を持つ紋様（エクステンション・ライン）が体に浮き出るようになった。
ギブ
ソウラのパーティーメンバー。15歳。種族はドワーフで、職業は盗賊。博識でメンバーの知恵袋。ドルワーム王国の下級貴族の生まれだが、歴史書などを読んで外の世界に興味を持ち家出同然で冒険者となった。
うりぽ
ソウラのパーティーメンバー。14歳。種族はプクリポで、職業は旅芸人。メンバー一のムードメーカー。語尾に「ポ」をつける。プクランドを回るサーカス団出身。
アズリア
ベコン渓谷の地下遺跡にある卵から生まれた、竜の子。ソウラが幼い頃に出会った、嵐のドラゴンの仮面（ペルソナ）。年齢は0歳（外見は15、6歳）で、一人称は「ボク」。アズライトのような青い眼を由来に、ソウラから名づけられた。生まれながらにしてギガデインなどの上級呪文を唱えるなど、高い潜在能力を持つが、自我を身につけるにつれ、その能力を上手く扱えなくなった。それでも、マルチナの手ほどきによってイオまでの呪文を習得する。また、アストルティアに存在しない（あるいは未発見の）呪文を「即興で創作する」という特異な能力も持つ。

#### マルチナのパーティメンバー
マルチナ
種族はウェディで、職業は魔法使い。16歳。ソウラの幼馴染で、彼からは「ちな」と呼ばれている。大きな貿易商の娘。氷系呪文を得意としており、呪文「ヒャダム」で床を凍らせ、アイススケートのように氷上を舞う技を持つ。
ルビビ
マルチナのパーティーメンバー。種族はエルフで、職業は僧侶。15歳。気が小さい。
孤児出身でマルチナやフーゴとは兄弟同然に育っており、ベギラ大根で凶暴化したフーゴをサポートできる。
フーゴ
マルチナのパーティーメンバー。種族はオーガで、職業は戦士。17歳。太く大きな腕を持つ巨漢。一応剣と盾を使うが装備に対して体が大きすぎて、技はほぼパンチ状態になっている。言葉は「フゴ」としか聞こえないが、マルチナ一行には何を言っているのか分かるらしい。
ベギラ大根を食べると狂暴化する体質の持ち主。
アレック
マルチナのパーティーメンバー。種族はプクリポで、職業はパラディン。55歳。甲冑をまとった老齢の男性。

#### ユルールのパーティメンバー
ユルール
ゲーム本編のプレイヤーキャラクターに相当する人物で、職業は戦士。17歳。仲間達と共に世界各地で華々しい活躍（コミックス2巻時点で、7つのキーエンブレムを授与）をし、「勇者」と呼ばれていた。レンダーシアに渡ってから、本人以外の本物の勇者と出会えてから「勇者の盟友」となる。オーガにしては小柄ながら、片手半剣（バスタードソード）の使い手で、片手、両手剣の技を同時にこなす。
ドルワーム王国の魔瘴石採掘クエストの道中、イシュマリクの術中にかかりカルサドラ火山でソウラを故郷エテーネを滅ぼした冥王と思い込み、魔物たちを引き連れ対峙するも、ソウラの力を借りたルビビのマヌーハで幻術から解放された。
天魔クァバルナ討伐まで、ソウラ達と同行。その後、冥獣王ネルゲルを討伐した。
ディオニシア
ユルールに仕える人間の巫女で、アラブの踊り子のような格好をした褐色肌の僧侶。通称「シア」。年齢19歳。エキセントリックな性格だが、僧侶としての腕はかなりのもので、ザラキーマや特殊な蘇生術を扱える。第84話からは、死霊を召喚できるようになる。
アマセ
ユルールのパーティーメンバー。20歳。種族はエルフで、職業は魔法使い兼薬売り。山伏のような格好をしており、「コダマ」という古代呪文で折り紙を介した遠隔通話ができる。言動が軽いため、パーティ女性陣からの評価は芳しくない。
ヨナ
ユルールのパーティーメンバー。22歳。種族はドワーフで、職業は武者修行中の武闘家。ジュレットの兄弟子に、どうしても勝ちたいらしい。

#### JBのパーティメンバー
JB
荒野の快男児の異名を持つドワーフ。29歳。職業はレンジャー。アグラニ出身の不良だったが更生し、冒険者となる。「もっさり」と揶揄されるが、ストーンマンを素手で軽く潰してしまうなど確かな実力を持つ。
彼ら一行は、ソウラ達からは冒険者の先輩にあたる。
かげろう
JBのパーティーメンバー。24歳。甲冑に身を包むエルフの女性で、職業はバトルマスター。カミハルムイの名門道場の生まれ。寝ていることが多いが、無意識のうちに魔物を翻弄するほどの実力を持つ。戦闘や斬りあうことに快楽を覚える戦闘狂。
ダン
JBのパーティーメンバー。31歳。テンガロンハットを被り、ポンチョに身を包むオーガ。職業は魔法使い。呪文を短時間で十数発発唱える速詠呪文（クイックドロウ）から早撃ちダンの異名を持ち、他にも数百メートル先の相手をも狙撃する（マジックスナイプ）なども可能。
トーラ
JBのパーティーメンバー。露出度の高い格好をした、ウェディの女性。16歳。職業は盗賊。目にも止まらぬ早業と、敵の衣装のみを切り裂く器用さを併せ持つ。

### 魔族

#### 幹部
魔公子イシュマリク
500年前にレイダメテスが敗北して以来、闇に潜んでいる魔族（大陰の一族）の長。通称「マリク」。19歳。ソウラの持つエクステンションラインの力を探ろうとしている。
人の姿に扮し、資金に困るソウラたちにドルワーム王国で行われている魔瘴石集めのことを教え、ユルールに強力な幻惑呪文をかけ争わせた。
職業は魔法戦士。レイピアを使ったフェンシングを得意とする。
狛犬型のモンスター「大暴れ狛犬」を側近として従えており、彼らも人型に化す（髪や髭に名残がある）ことができる。
ゴオウ
マリクの側近を務める、大暴れ狛犬。仮の姿は雲のような顎鬚を生やしたドワーフの巨漢で、職業はバトルマスター。年齢は240歳（ドワーフ時の外見は約50歳）。槍状に変形する大剣の先に巨大な石の塊を刺し、ハンマーとして扱う。
ライセン
マリクの側近を務める、暴れ狛犬。仮の姿は雲のような髭を生やしたオーガの老人で、職業は賢者。年齢は450歳（オーガ時の外見は約60歳）。「天象球（ギャラクシーハスラー）」という呪文をビリヤードのように操る戦法をとる。
シュナ
マリクの側近を務める、暴れ狛犬。立場はゴオウ、ライセンより下。仮の姿はエルフの中性的な少年の外見をしており、職業はスーパースター。年齢は12歳。燕尾の鞭で、バギの魔力が込められた独楽を操る。

#### 魔博士（まはくし）
ゾフィーヌ
大柄で髭面の男性。肩書きは「死霊博士」。アンデッドを操る呪文を得意とする。マイペースで能天気な性格で、語尾に「である」をつける。
エストリス
お粉に紅を引き、女物の着物を着ている男性。肩書きは「傀儡匠」。ドール系モンスターを操る。口が悪く、魔族を至上の種族とみなし、五種族を見下している。
プラクゥ
肩書きは「魔工技師」。マシン系モンスターを操る。「プククク」と笑う小柄な老人。
アビー
魔境庭師の肩書きを持つ、大人の雰囲気漂う女性。自軍の魔物を植物の肥料にしている。

#### 魔物
デスカルゴン
ゾフィーヌが「合成死霊呪文（ミネロク）」で3体のスカルゴンを合成して生み出した、巨大なスカルゴン。3つの頭とスパイク状の尻尾を持つ。ソウラを苦戦させたが、エクステンション・ラインの力に敗れ去る。
魔工機兵 レイダートレイン
プラクゥの「変形機工呪文（レゴーム）」によって、巨大な機械兵に変形した大地の箱舟。指や頭から、高温高圧のスチームを噴出する。乗客が乗ったままで変形したため、迂闊にソウラたちは手が出せなかったが、うりぽの活躍で乗客を救出され、ソウラのマドパンチで破壊された。
ウルベアン・ドール
エストリスの「復元傀儡呪文（エメシオン）」によって再構築されたウルベア魔神兵。魔瘴石の表面装甲により、攻撃呪文を吸収する。ギブ、ダンと対峙するが、ギブによって自ら開けた穴に引っ掛かり、その隙にダンの「複層直列型暴走魔法陣（デモリッション・サークル）」で強化された「破城榴弾（キャッスル・ノッカー）」で爆砕された。
魔導鬼ベズール
冥王ネルゲルの部下で、かつてユルールに倒された魔導鬼ベドラーの双子の弟。兄の仇討ちのため、利害の一致を理由に太陰の一族を利用している。ユルールの幻術が解けた隙を狙おうと奇襲をかけたが、ユルールに阻止され倒された。

### 太古龍（エンシェント・ドラゴン）
溶岩龍ブライドン
数万年にわたり、カルサドラ火山の奥深くでドワーフ文明の興亡を見守り続けている。本編に登場したブライドンの仮面（ペルソナ）は、貴婦人のような言動をとる。
潮龍ホルヘイズ（うしおりゅうホルヘイズ）
旋龍マクール（つむじりゅうマクール）
嶽龍ノロ（たけりゅうノロ）
楽龍イッポリト（らくりゅうイッポリト）
悪夢龍レムナス（あくむりゅうレムナス）
レムノン

### その他
ミラナ、サーニャ
『ドラゴンクエストIV 導かれし者たち』のミネアとマーニャに似た、オーガ族の姉妹。グレン城下町で、母シシーと一緒に暮らしている。ジャーナリストの父エドガーを持ち、よく人を連れてきては父の撮った写真を自慢している。魔物の襲撃事件後、アズリアに写真機を託す。
ブオリー
ブライドンの使いであるプクリポ族の中年男性。
サリッサ、サリッカ
ブライドンの使いであるオーガ、ドワーフ族の女性。メイド服を着ている。赤ん坊の頃、勘違いした魔物にブライドンに生贄として捧げられ、ブライドンに育てられた恩返しのため、彼女のメイドとして生活している。カルサドラ火山の魔物が増えたため、魔物の着ぐるみを着てソウラたちをブライドンのもとに案内した。
彼女たちが着ていた着ぐるみは2014年7月1日 - 27日にニコニコ静画で開催されていた「ドラゴンクエストX転生モンスター募集」で蒼天のソウラ賞を受賞した作品である。
ウルッヘル、バドック
ウルフ山賊団とドッグ海賊団の生き残りを名乗る山賊ウルフとシードッグ。JBの一味に一団を潰されており、復讐のために魔族から借りた魔物たちを差し向けるも、魔物もろともJBたちの前に敗れる。
ユメル
錬金術にハマっていたユルールの妹。冥王に殺されたとされる。

## 書誌情報
- 中島諭宇樹（漫画）・堀井雄二（監修）・スクウェア・エニックス（協力） 『ドラゴンクエスト 蒼天のソウラ』 集英社〈ジャンプ・コミックス〉、全20巻
  1. 「ドラゴン・プリンセス!!」2013年6月9日発行（6月4日発売[2]）、ISBN 978-4-08-870668-9
  2. 「荒野の快男児!」2013年12月9日発行（12月4日発売[3]）、ISBN 978-4-08-870846-1
  3. 「霧の中の勇者!!」2014年6月9日発行（6月4日発売[4]）、ISBN 978-4-08-880081-3
  4. 「不敵なる魔公子」2014年12月9日発行（12月4日発売[5]）、ISBN 978-4-08-880235-0
  5. 「甲板上のマドモアゼル!!」2015年6月9日発行（6月4日発売[6]）、ISBN 978-4-08-880373-9
  6. 「老海賊の栄光」2015年12月9日発行（12月4日発売[7]）、ISBN 978-4-08-880570-2
  7. 「テリブル・ガーデナー!!」2016年7月9日発行（7月4日発売[8]）、ISBN 978-4-08-880718-8
  8. 「蒼天の花嫁」2016年11月9日発行（11月4日発売[9]）、ISBN 978-4-08-880836-9
  9. 「目覚めつつある若龍」2017年5月7日発行（5月2日発売[10]）、ISBN 978-4-08-881083-6
  10. 「暴走（スタンピード）!!」2017年11月7日発行（11月2日発売[11]）、ISBN 978-4-08-881172-7
  11. 「馬面の勇者と眼鏡をかけた魔王」2018年3月7日発行（3月2日発売[12]）、ISBN 978-4-08-881457-5
  12. 「フィルター越しのあの手」2018年9月9日発行（9月4日発売[13]）、ISBN 978-4-08-881574-9
  13. 「狐は一人鳴く」2019年3月9日発行（3月4日発売[14]）、ISBN 978-4-08-881772-9
  14. 「集う冒険者達」2019年9月9日発行（9月4日発売[15]）、ISBN 978-4-08-882063-7
  15. 「ゴオウを止めろ!!」2020年4月8日発行（4月3日発売[16]）、ISBN 978-4-08-882265-5
  16. 「氷と炎の狭間」2020年10月7日発行（10月2日発売[17]）、ISBN 978-4-08-882445-1
  17. 「二人の距離（エンゲージ）!!」2021年4月7日発行（4月2日発売[18]）、ISBN 978-4-08-882445-1
  18. 「少年少女！」2021年10月9日発行（10月4日発売[19]）、ISBN 978-4-08-882813-8
  19. 「狐の帰り路」2022年4月9日発行（4月4日発売[20]）、ISBN 978-4-08-883093-3
  20. 「交わり、解き放たれる若龍たちの道」2022年12月7日発行（12月2日発売[21]）、ISBN 978-4-08-883318-7